# Ловейра (Сан-Паулу)
Ловейра (порт. Louveira)  —  муниципалитет в Бразилии, входит в штат Сан-Паулу. Составная часть мезорегиона Макрорегион агломерации Сан-Паулу. Входит в экономико-статистический микрорегион Жундиаи. Население составляет 29 553 человека на 2006 год. Занимает площадь 55,738 км². Плотность населения — 533,9 чел./км².

## История
Город основан 21 марта 1965 года.

## Статистика
- Валовой внутренний продукт на 2003 составляет 1.241.906.092,00 реалов (данные: Бразильский институт географии и статистики).
- Валовой внутренний продукт на душу населения на 2003 составляет 46.061,35 реалов (данные: Бразильский институт географии и статистики).
- Индекс развития человеческого потенциала на 2000 составляет 0,800 (данные: Программа развития ООН).